# 山鸢尾
山鸢尾（学名：Iris setosa）为鸢尾科鸢尾属的植物。分布在北美、朝鲜、俄罗斯、日本以及中国大陆的吉林等地，生长于海拔1,500米至2,500米的地区，常生于亚高山湿草甸和沼泽地，目前尚未由人工引种栽培。